# Cipal zlatar
Cipal zlatar (lat. Liza aurata) riba je iz porodice cipala. Kod nas ovog cipla zovu još i zlatac, glavatac, vrecinaš, mrena puzavica, zlatan, zlatoperec, zlatulj, žutac. Sive je boje, s bjelkastim dnom, ima velike ljuske po tijelu. Velike je glave, s vrhom koji je tupo zaobljen, sama glava je široka, oči su vrlo blizu malih usta. Gornja usna je naglašeno ispupčena. Vrlo je sličan ciplu balavcu. Prepoznatljiv je po izraženoj žutoj pjegi na škržnom poklopcu, koja je najžutija od svih vrsta cipala koje je imaju. U Jadranu naraste do 1 kg, a na drugim mjestima može narasti do 59.0 cm duljine i 1,5 kg težine. Razmnožava se od srpnja do studenog, na otvorenom moru, a jajašca, kao i mladunci slobodno plutaju morem. Raste brzo, do 0.20 kg godišnje.

## Stanište i prehrana
Obožava boćatu vodu, nalazimo ga na ušćima rijeka ili čak i duboko u rijekama. Čest je i na drugim terenima uz obalu. Najčešće se nalaze napodručjima s dosta čistog pijeska i pješčanim dnom. Tu se hrani sitnim beskralježnjacima, mekušcima i algama, a ponekad i otpatcima i insektima.
Rasprostranjen je u Atlantiku od Škotske sve do Senegala, te u Mediteranu i 
Crnom moru, čak i u Kaspijskom jezeru.

## Vanjske poveznice
caspianenvironment.org - 
ukonline.co.uk -   Arhivirana inačica izvorne stranice od 7. listopada 2008. (Wayback Machine)